# Parurios truncatipennis
Parurios truncatipennis är en stekelart som först beskrevs av Alan Parkhurst Dodd 1924.  Parurios truncatipennis ingår i släktet Parurios och familjen puppglanssteklar. Inga underarter finns listade i Catalogue of Life.